# وودبری (شهرستان ناساو، نیویورک)
وودبری، شهرستان ناساو (به انگلیسی: Woodbury) یک منطقهٔ مسکونی در ایالات متحده آمریکا است که در خلیج اویستر واقع شده‌است. وودبری، شهرستان ناساو ۸٬۹۰۷ نفر جمعیت دارد.